# Szabadka
Szabadka (szerbül Суботица / Subotica, horvátul: Subotica, latinul: Maria-Theresiopolis, németül: Maria-Theresianopel) város Szerbiában, a Vajdaság északi részén, az Észak-bácskai körzetben, Magyarország déli határától 10 km távolságban. Az Észak-bácskai körzet adminisztratív központja. A város a vajdasági magyarok, a vajdasági horvátok és bunyevácok szellemi, kulturális és politikai szervezeteinek központja, valamint számos nemzetiségi nyelven működő közép- és felsőfokú oktatási intézménynek is otthont ad.
Szerbia legészakibb városa, Vajdaság második legnépesebb városa. A 2022-es népszámlálás szerint 94.228 lakossal rendelkezik, ennek 34,3%-a szerb, 26,2%-a magyar, 11,1%-a pedig horvát.
Szabadkát először 1391-ben említik a latin Zabatka néven. 1526 és 1527 között Szabadka volt az önjelölt császár, Cserni Jován központja és a rövid életű szerb állam fővárosa. 1542 és 1686 között az Oszmán Birodalom uralta a várost, ezalatt a város Sobotka néven létezett. Ezután Szabadka irányítását a Habsburg Birodalom vette át. A 18. század közepén nevét hivatalosan Sancta Maria-ra változtatták, Mária Terézia osztrák császárné után. A város nevét 1779-ben ismét megváltoztatták, és új neve Maria Theresiopolis lett. Magyar elnevezése, a Szabadka név pedig 1845-ben, majd 1867-ben került átmenetileg hivatalos használatba. Az első világháború után, 1918-ban Szabadka a Szerb-Horvát-Szlovén Királyság, a későbbi Jugoszlávia része lett. A helyi szerbek és a Bunyevácok a 17. század óta használják a Subotica nevet, amely 1918 után vált hivatalossá. 2007 óta Szabadka városi státusszal rendelkezik.

## Története

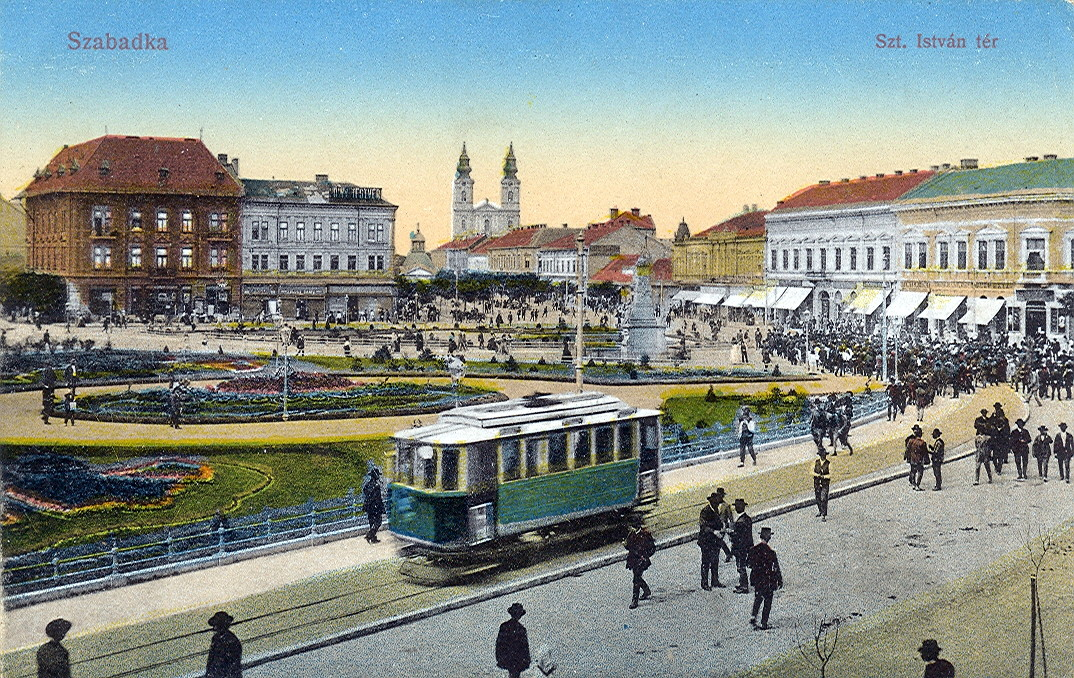
A szabadkai Szent István tér 1914 körül

Háromezer éves régészeti leletek alapján bizonyított, hogy korábban is éltek emberek a mai város környékén. A település fejlődésének záloga az volt, hogy földrajzi helyzete miatt az Ázsia és Európa közötti kereskedelem útvonalai erre haladtak. A térségben gyakori népmozgások eredményeképpen szerbek, magyarok, németek, szlovákok, horvátok, bunyevácok, görögök, törökök, zsidók, örmények, cigányok és még számos más nemzetek fordulnak meg és adnak uralkodót, tulajdonost és számtalan kiemelkedő képességű szabadkait a világnak.
Írásos dokumentumok Szabadkát először 1391-ben említik Zabotka vagy Zabadka néven.
Területe a török idők előtt a Hunyadiak kezén volt. A települést Mátyás király 1464-ben Dengelegi Pongrácz János erdélyi vajdának adományozza, aki 1470-ben várat építtetett. A mohácsi csatát (1526) követő zűrzavaros időszakban Jovan Nenad (magyarosan Cserni Jován) kiáltotta ki magát a környék cárjává, (fekete cárként is emlegetik) és ez lett a délvidéki felkelés központja, amely rövid idő után megszűnik. Történelmi szempontból ez csak annyiban bizonyul jelentősnek, hogy szerb források előszeretettel hivatkoznak rá, és a város főterén szobrot állítottak „legendás” alakjának.
1542-ben a törökök elfoglalták a várost, és majd csak 1686-ban, tehát mintegy százötven év múltán szabadul fel. E hosszú háborús évek alatt alig maradt magyar népesség a vidéken.
A török kiűzése után Habsburg vezénylettel megindult az újratelepítés. Először főleg katolikus vallású délszláv népesség érkezett a rigómezei csata óta délről folyamatosan felhúzódó ortodox lakosság mellé. Magyar források mindkettő népcsoport esetében gyakran csak „rácokról” beszélnek, azzal, hogy az egyik népcsoport tagjait „katolikus rácnak”, míg a másik etnikumot „óhitű”, azaz „ortodox rácnak” hívják. Nem nehéz felismerni, hogy ezek a „rácok” a város jelenlegi horvát és bunyevác (katolikus), illetve szerb (ortodox) lakosságának az elődei. A katolikus anyakönyvi kivonatok gyakran dalmátokat emlegetnek, ami sokat elárul arról, hogy Szabadka katolikus délszláv népessége melyik vidékről származhatott el. Mai napig sem egységes a vajdasági katolikus délszlávok hivatalos elnevezése. A hivatalos szerbiai álláspont külön nemzetiségnek tünteti fel a magukat elsősorban bunyevácnak vallókat, míg a horvátok nemzetük részéhez tartozónak tekintik őket.
Mária Terézia 1743-ban mezővárosi rangra emelte a települést, amelyet ekkoriban Szent Máriának hívtak. Ugyanő 1779-ben szabad királyi várossá nyilvánította Szabadkát, és ekkortól nevezték Maria Theresiapolisnak. 1845-ben engedélyezte a király, hogy Szabadka legyen ismét a település neve.
Szabadka szabad királyi városi rangra emelése erőteljes fejlődéshez segítette a települést. A városi tanács megszervezi több környező puszta benépesítését, amelyek a török idők alatt néptelenedtek el. Magába a városba ekkor már nem volt szervezett telepítés, de ahogy fejlődött Szabadka, úgy szivárgott ide a lakosság elsősorban a történelmi Magyarország többnyire magyar nyelvű vidékeiről. Érdekes nemzetiségi momentum, hogy az 1848–49-es forradalom és szabadságharc idején a bunyevácok a szerbek és horvátok többségétől eltérően együtt harcoltak a magyarokkal, és nekik köszönhetően Szabadka magyar kézen maradhatott.
A város kiegyezés kori (1867) dinamikus fejlődését jól tükrözi, hogy 1869-ben vasúti közlekedés kötötte össze a világgal, a magyar millenniumra (1896) megnyitották az első villanytelepet, és egy évvel később, 1897-ben már villamos járt Szabadka és Palicsfürdő között, amely az egyre csak polgáriasodó város kedvelt kirándulóhelye lett. Szabadka sohasem látott akkora fejlődést, mint ezekben a „boldog békeidőkben”. Ekkor nyerte el a város szecessziós, kifejezetten közép-európai arculatát.
Az erőteljes fejlődést a város lakosságának gyarapodása is jól tükrözte. Amikor Szabadkát 1920. június 4-én hivatalosan is elszakították a Magyar Királyságtól és az akkori Szerb–Horvát–Szlovén Királyság része lett, az egész Kárpát-medence egyik legnépesebb településének számított, ahol a jelentős horvát, illetve bunyevác és szerb lakosság mellett a magyarok abszolút többséget alkottak. Az újonnan létrejött délszláv királyság harmadik legnagyobb városa volt Belgrád és Zágráb után.

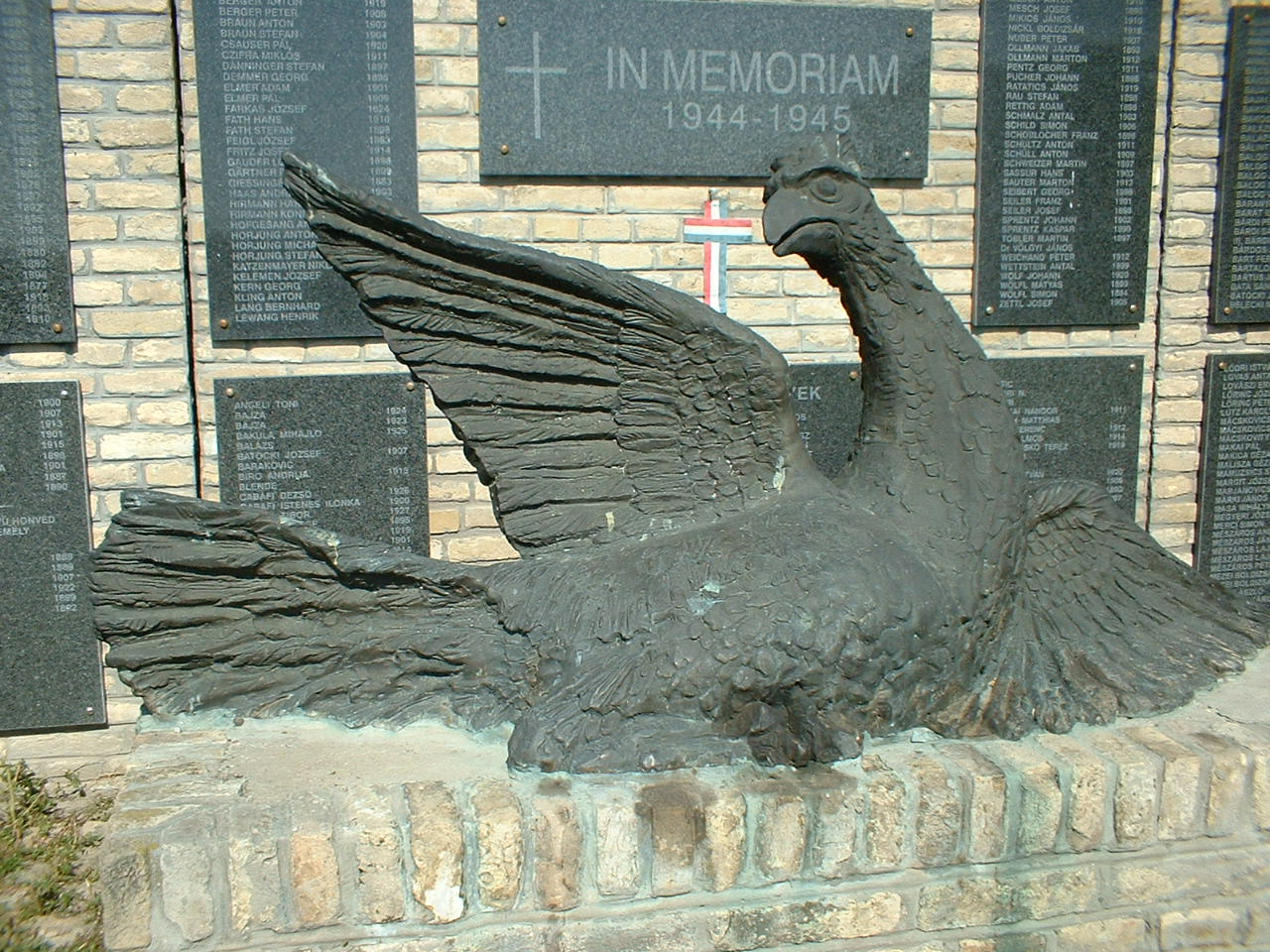
Kalmár Ferenc: Vergődő madár. In memoriam 1944–1945. A bronzszobrot 2013. október 19-én ellopták, 2014. november 2-án újraállították

Jugoszlávia felbomlása után 1941 és 1944 között Szabadka ismét Magyarországhoz került. Az 1942-es délvidéki razzia idején 180 szerb polgári személy esett áldozatul a magyar katonáknak, 1944 végén pedig a visszatérő szerbek mintegy 7000 magyar lakost gyilkoltak meg. A megtorlás áldozatainak a Zentai úti temetőben állított emléket Kalmár Ferenc alkotása, a Vergődő madár című emlékmű, amit 2013-ban elloptak. A szobrot újraöntötték és 2014. november 2-án Aleksandar Vučić szerb miniszterelnök jelenlétében avatták fel a szerb–magyar megbékélés jegyében.

## Népesség

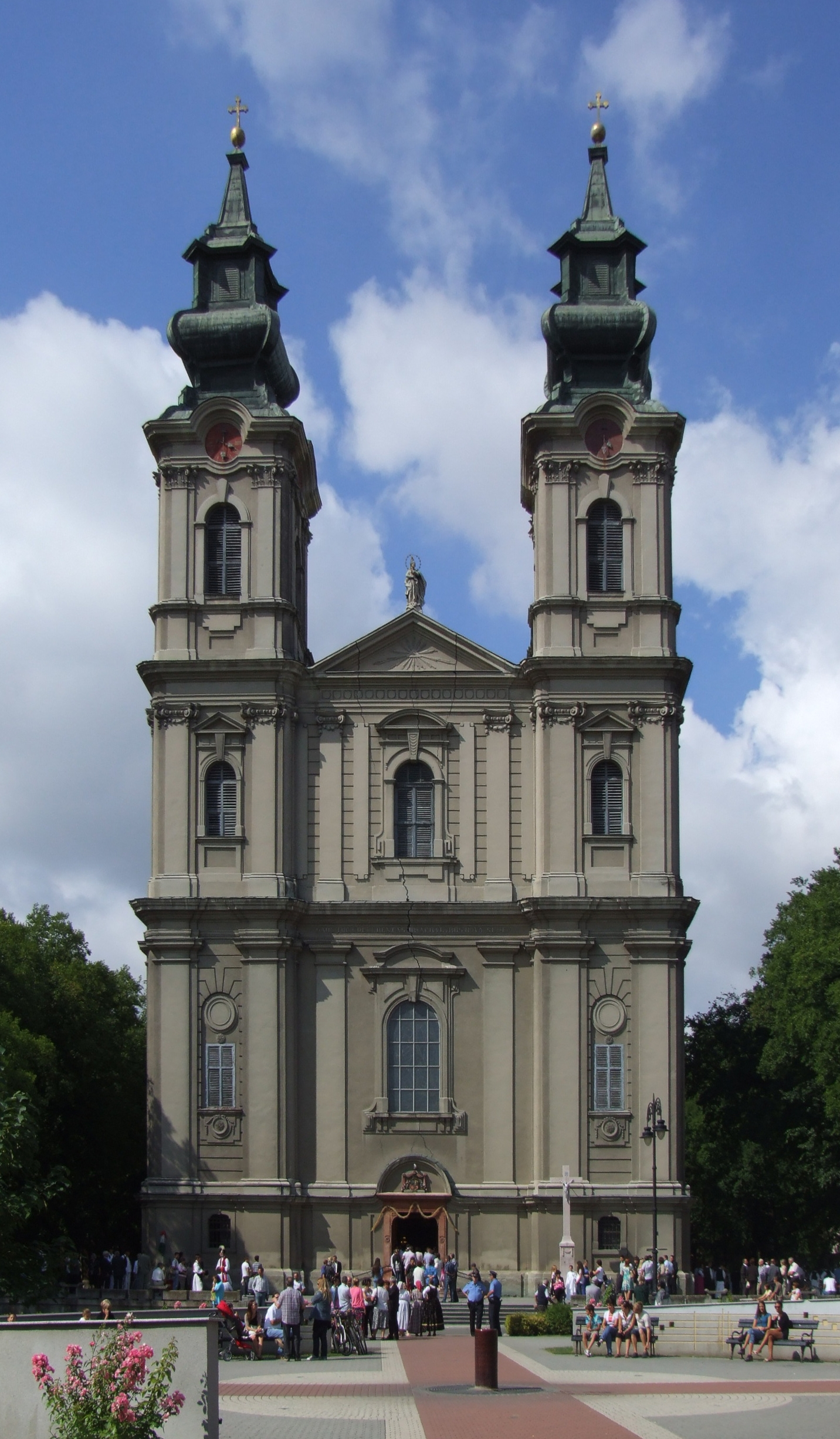
Szabadkai Szent Teréz-székesegyház

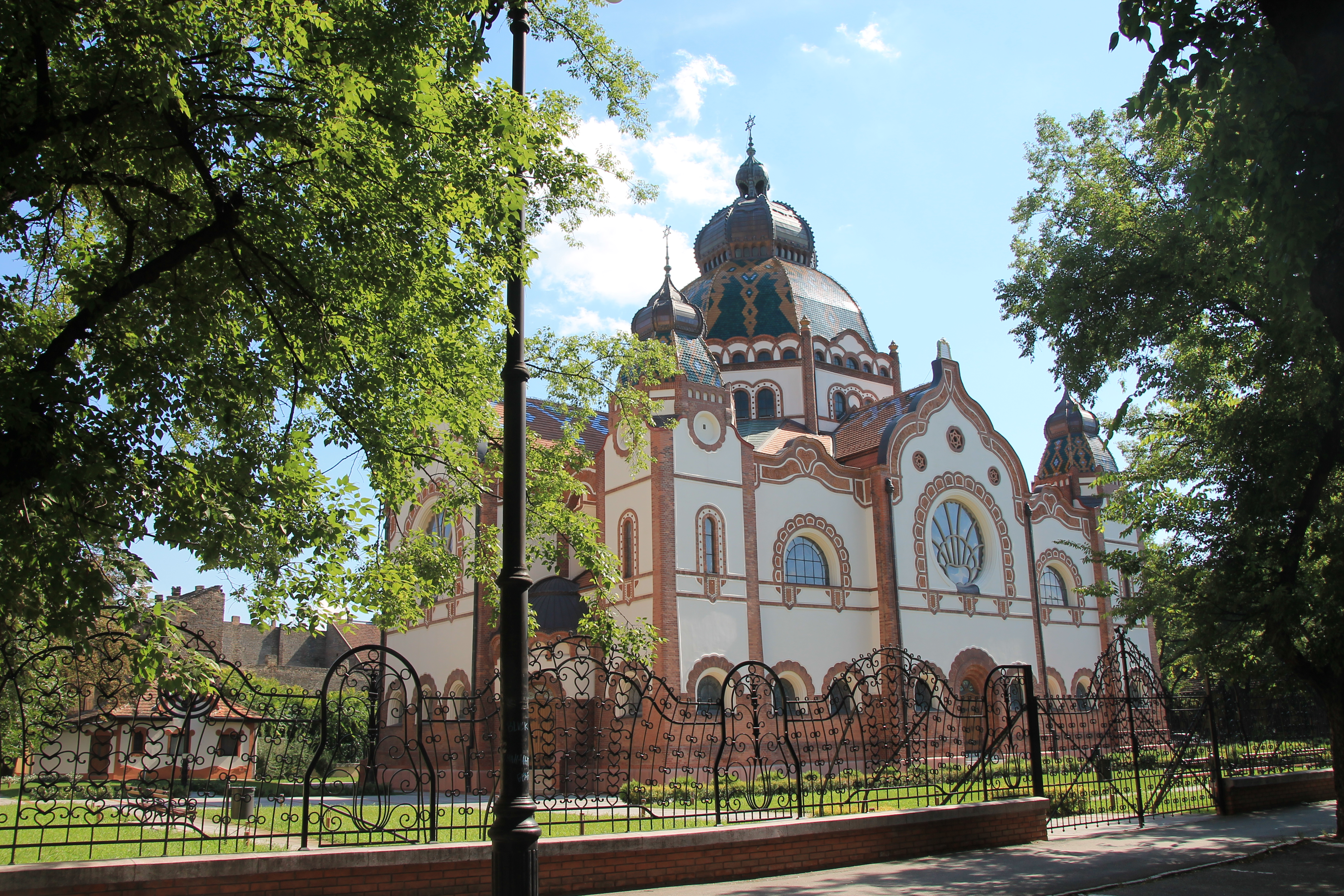
A szabadkai zsinagóga

Újvidék mögött a Vajdaság második legnépesebb városa. A 2022-es népszámlálás szerint magának a város lakossága 94 228  fő volt, míg Szabadka városi területének (a szomszédos Palics településsel) 105 681 lakosa volt, és a város közigazgatási területének lakossága 123 952 fő.
- 1910-ben a lakosság 58,7%-a magyar anyanyelvű volt.
- 2022-ben a lakosság 26,2%-a[2] magyar anyanyelvű volt.
- A város lakosságszámának változását mutató grafikonon jól látható kb. 1980-tól a stagnáló állapota.

Népességszámának változása
|  |

### Szabadka község
A közigazgatási község lakossága 2022-es népszámlálás szerint 123.952 fő volt, ebből 38.174 szerb, 37.200 magyar, 10.431 horvát, 9.060 bunyevác, 3.432 roma, 2.187 jugoszláv, 810 montenegrói volt. 13.380 ember nem nyilatkozott hovatartozásáról és 5.901 ember ismeretlen nemzeti hovatartozásúnak vallotta magát.
A község települései közül magyar többségű: Alsókelebia, Alsóludas, Királyhalom, Csantavér, Hajdújárás, Palics és Zentaörs. Szerb többségű Bajmok, Meggyes, Misityevó, Szabadka és Újnagyfény, horvát Alsótavankút, Békova, Felsőtavankút, Györgyén, Kisbosznia és Nagyfény, míg Mérges bunyevác.

### Vallás
A szabadkaiak túlnyomó többsége, mintegy 70%-a, római katolikus.[mikor?][forrás?] A város a Szabadkai egyházmegye székhelye. Összesen 8 katolikus plébániatemplom, több kápolna, egy ferences templom és rendház, 2 szerb ortodox, egy evangélikus és egy református templom található a városban.
- Szentkút (szerbül és horvátul Bunarić) népszerű kegyhely a város délkeleti határában.

A második világháborút megelőzően mintegy négyezer zsidó is élt a városban. A szabadkai zsinagóga a magyar szecessziós építészet egyik legkiválóbb példája. A zsidó származású szabadkaiak, illetve a magukat zsidónak vallók száma a második világháború óta alig éri el a háromszázat.
Szabadkán az 1990-es években alakult meg az iszlám közösség 22 fővel. A közösség vezetője Fetis Kurdali, híveinek száma is jelentősen növekszik 2008-ban hatszáz regisztrált taggal rendelkeztek. 2008. augusztus 17-én adták át a Muhádzsír dzsámi névvel illetett, a Halasi úton a kupolás-minaretes dzsámit.

## Oktatás
Szabadka városában a 2020/21-es tanévben 7 373 diák látogatta az általános iskolákat. Ebből 1 482 tanuló (20,1%) magyarul végezte tanulmányait. A legtöbb magyar tanuló a Széchenyi István Általános Iskola, a Majsai úti Általános Iskola, a Kizúr István Általános Iskola, az Október 10-e Általános Iskola és a Jovan Mikic Általános Iskola tanulója.
Szabadka község legnagyobb magyar többségű iskolája a Hunyadi János Általános Iskola Csantavéren.
Középiskolai szinten 3 118 diák (32,8%) tanul magyar osztályokban. A város mind a 7 iskolájában van oktatás magyarul. A legtöbb diák az Ivan Sarić Műszaki Iskola, a Kosztolányi Dezső Tehetséggondozó Gimnázium és az Egészségügyi Középiskola tanulója.

## Helyi közösségek

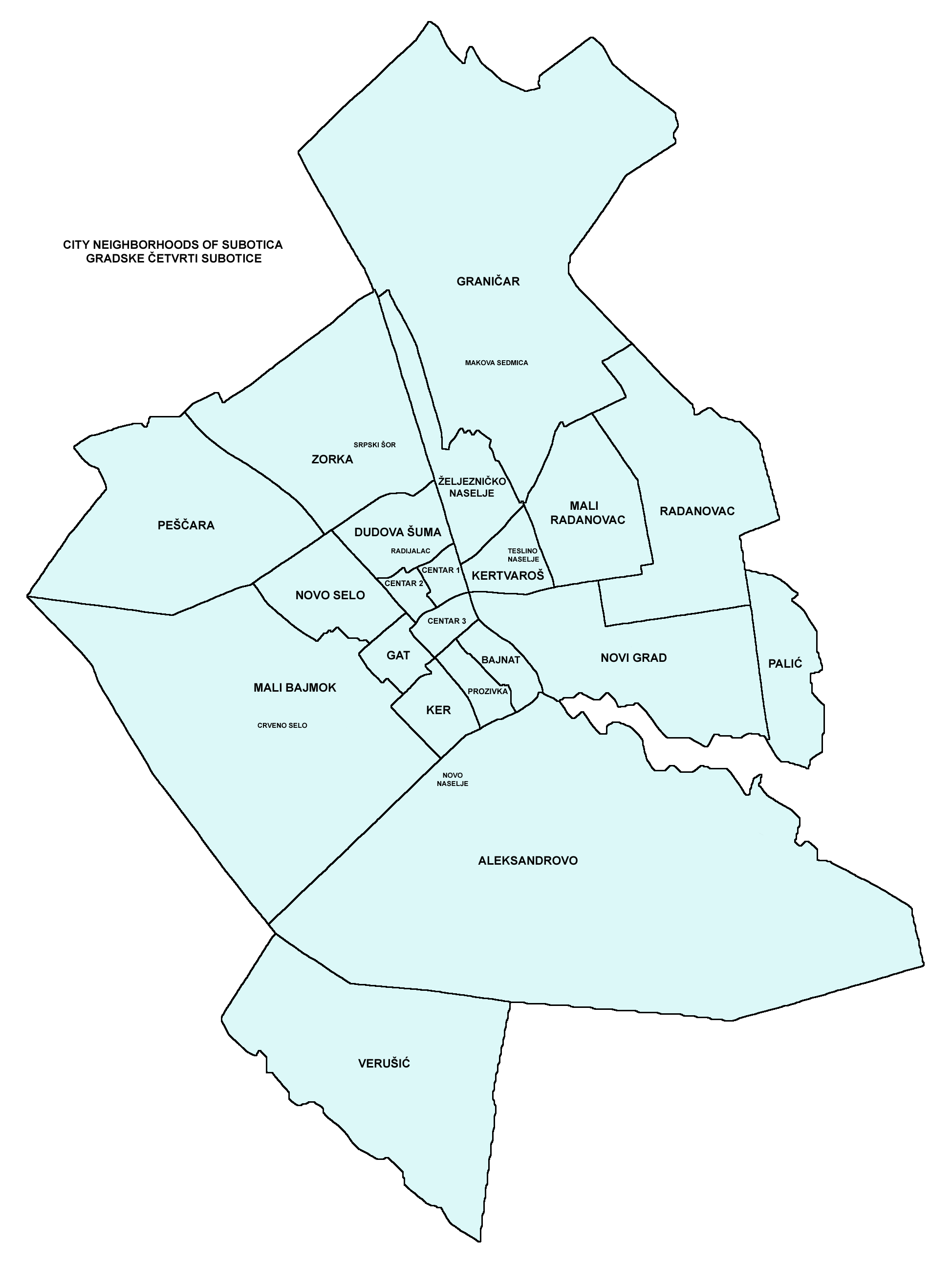
Szabadka helyi közösségei

Szabadka városában 20 helyi közösség van (zárójelben szerb nevük szerepel).
1. Bajnát (Bajnat)
2. Gát (Gat)
3. Határőr (Graničar)
4. Kertváros (Kertvaroš)
5. Kér (Ker)
6. Kisbajmok (Mali Bajmok)
7. Kisradanovác (Mali Radanovac)
8. Központ I. (Centar I)
9. Központ II. (Centar II)
10. Központ III. (Centar III)
11. Makkhetes (Makova sedmica)
12. Bajai szőlők (Peščara)
13. Harcosok sorakozója (Prozivka)
14. Radanovác (Radanovac)
15. Sétaerdő (Dudova šuma)
16. Sándor (Aleksandrovo)
17. Újfalu (Novo Selo)
18. Újváros (Novi Grad)
19. Vasutastelep (Željezničko naselje)
20. Zorka (Zorka)

## Nevezetességei
- Szabadka legreprezentatívabb épülete a méreteinél fogva akár parlamentnek is beillő, szecessziós városháza, amelyet Komor Marcell és Jakab Dezső budapesti építészek tervei alapján Nagy Ferenc és Kladek Lukács vállalkozók helybeli cége épített fel mindössze két év alatt (1908–1910).
- Ugyanezen építészek tervezték a zsinagógát is, szintén magyar szecessziós stílusban. A zsinagóga magyar nyelvű vezetővel, előzőleges bejelentéssel látogatható[8] a Zsinagóga.com kutatási műhely szervezésében.
- A magyar szecesszió kiváló példája még a Raichle Ferenc által építtetett palota is (1903–1904), és több épület a Korzó környékén, az egykori Kossuth utcán.
- A Szabadkai Népszínház korinthoszi oszlopos épületében (1853) az elsők között talált otthonra magyar nyelvű színtársulat, Blaha Lujza is itt kezdte pályafutását.
- Az egyházi épületek közül építészeti szempontból a legjelentősebb a ferences rend temploma, más néven Barátok temploma, különösen pedig a rendház, amelyet a régi szabadkai vár maradványaiból alakítottak ki (1723). A katolikus Szent Teréz-székesegyház barokk stílusban épült (1797), és erősen emlékeztet a Kalocsai Érsekség bazilikájára, amelyhez adminisztratívan akkoriban tartozott.
- A Sándor városrészben épült szerb ortodox templomban az ikonosztáz az ortodox barokk festészet ritka szép példája.
- Szabadka központját a századforduló remek épületein kívül két, viszonylag új szökőkút teszi még hangulatosabbá, amelyeket – csakúgy, mint a városházát és a Raichle-palotát – stílusosan Zsolnay kerámiával fedtek, és amelyeknek formavilága szintén a magyar szecesszióra emlékeztet.
- A kaponyai ütközet 1899-ben emelt emlékművét 1919 után elbontották.[9]

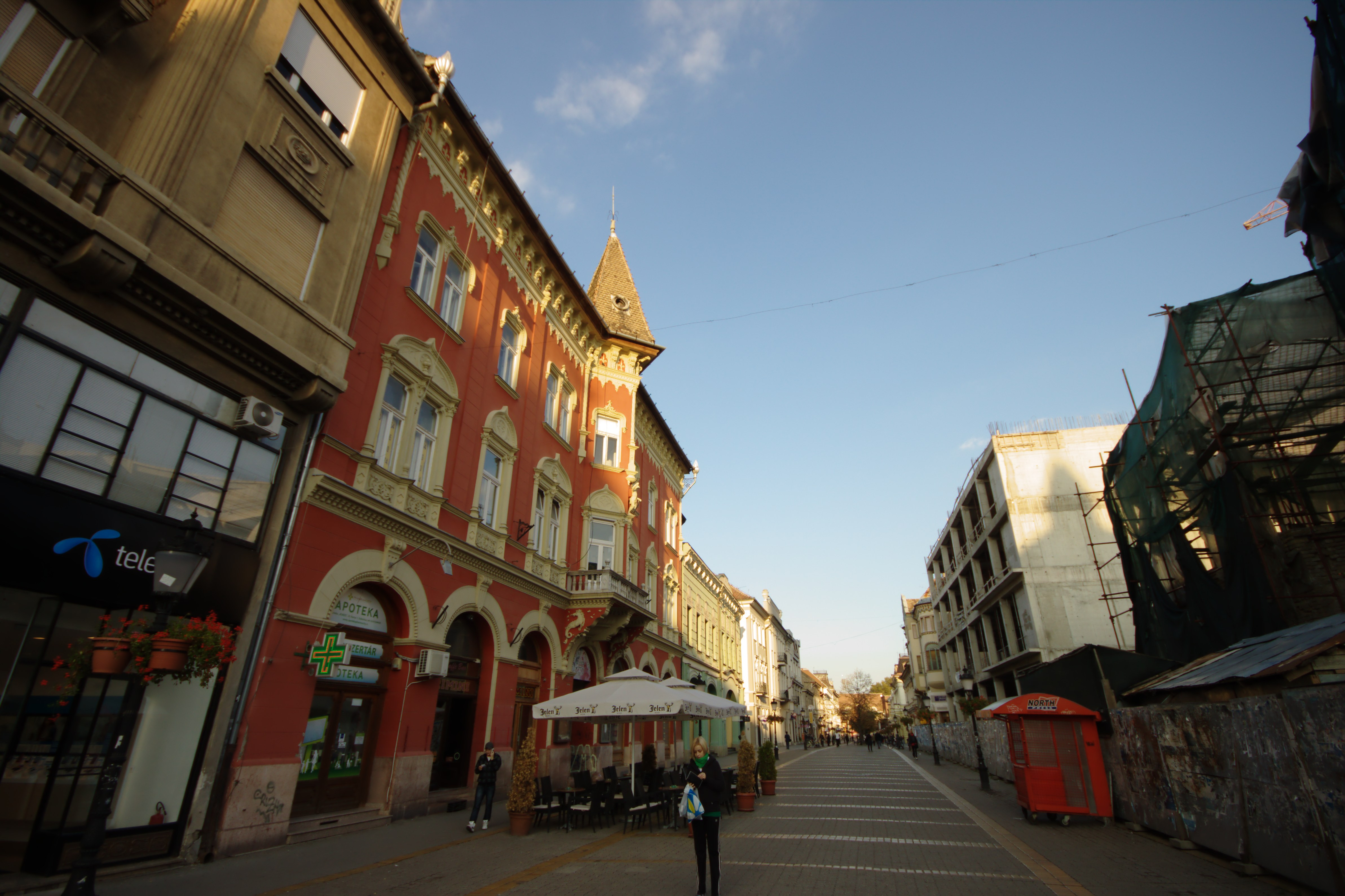
A belváros
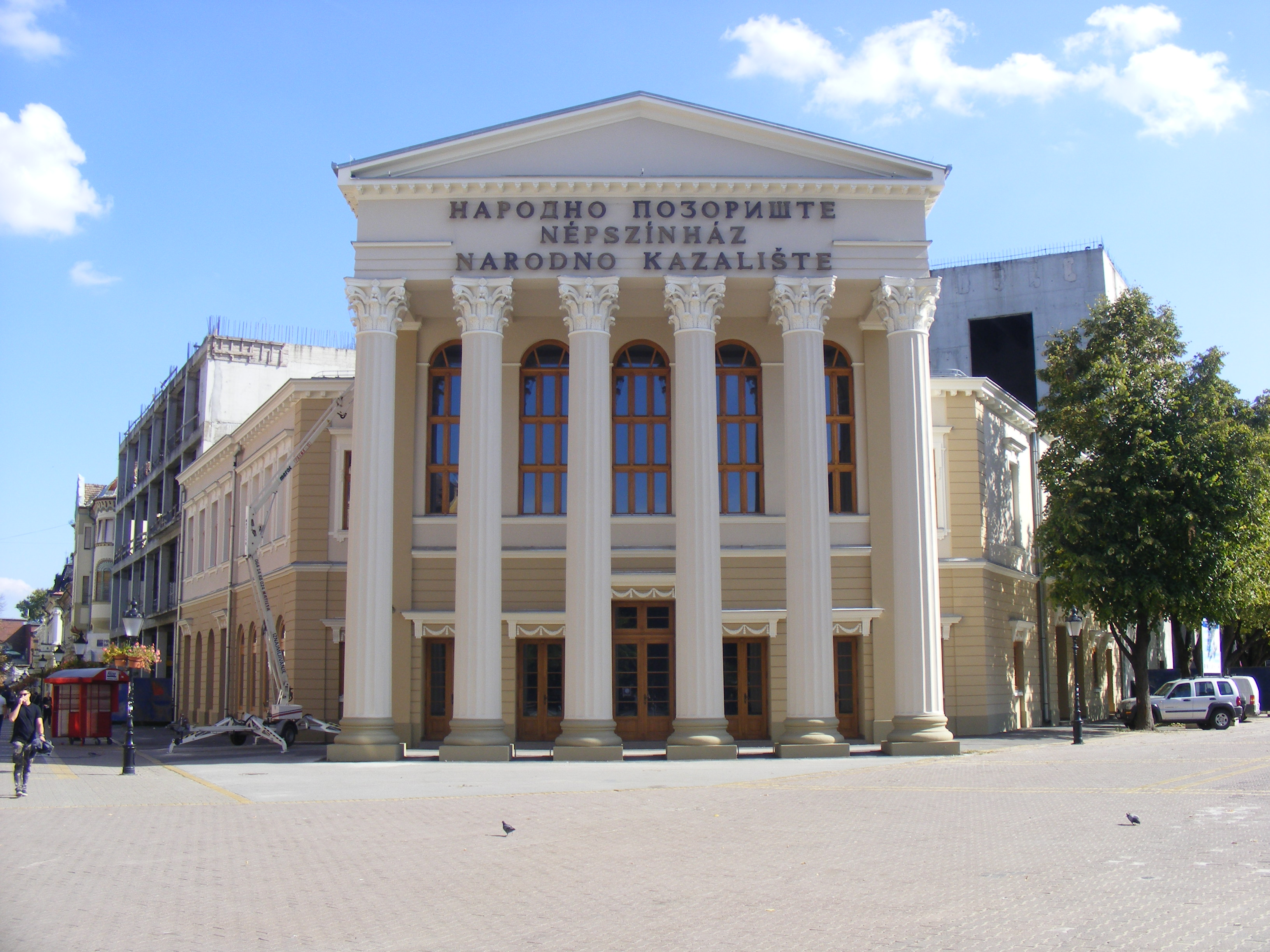
A szabadkai Népszínház épülete 2015. október elején
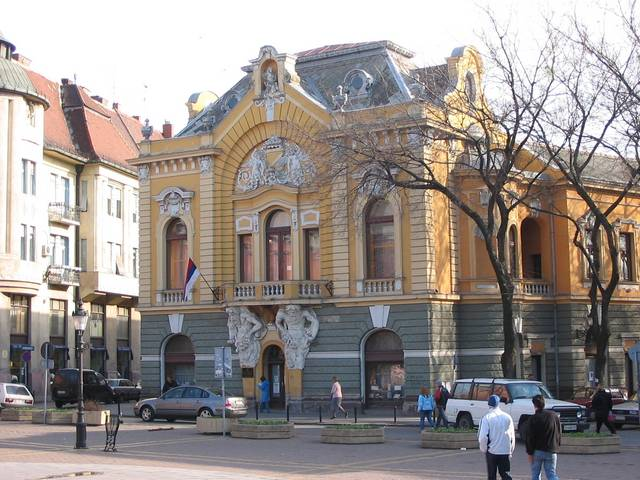
Városi könyvtár
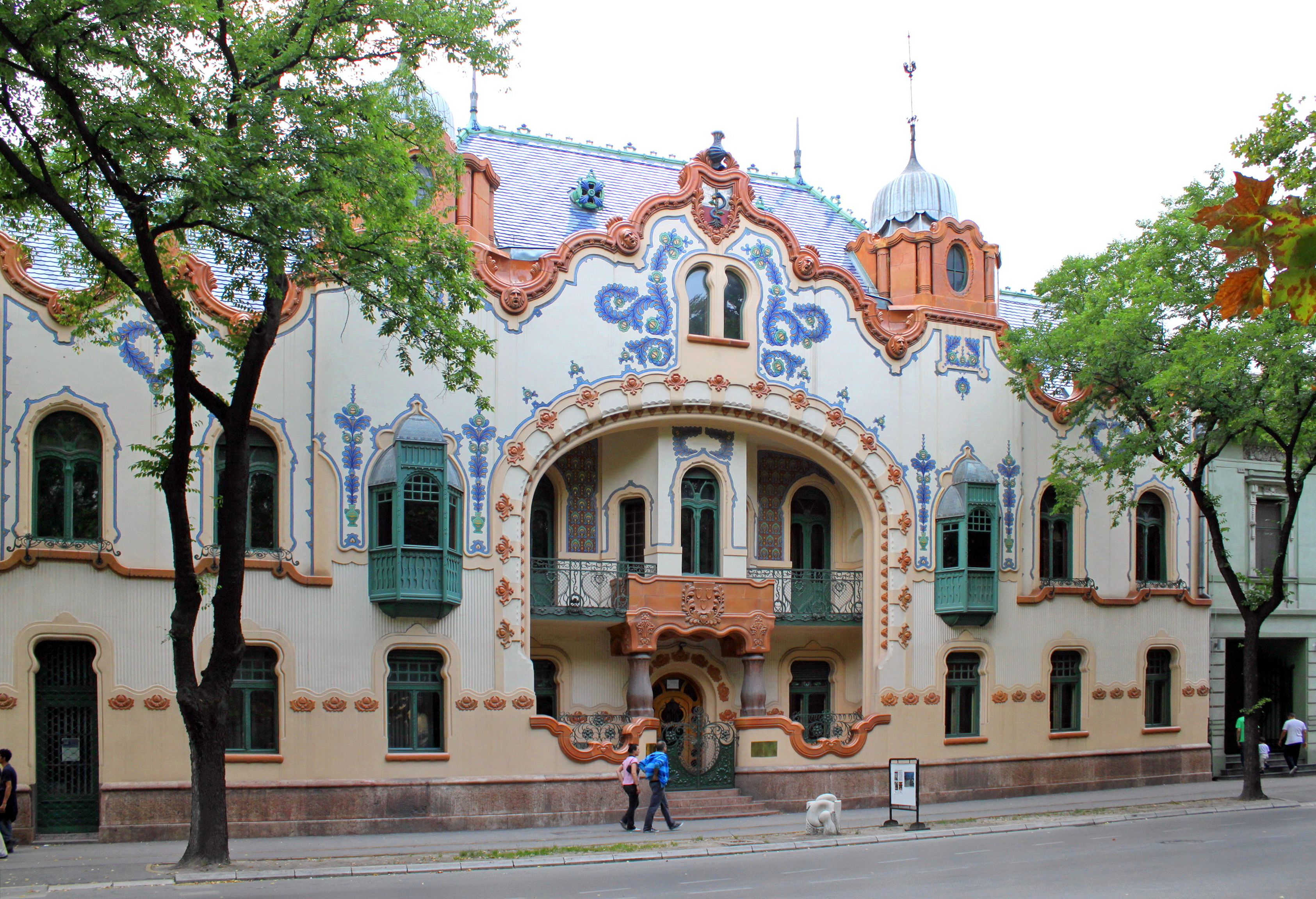
Raichle-palota
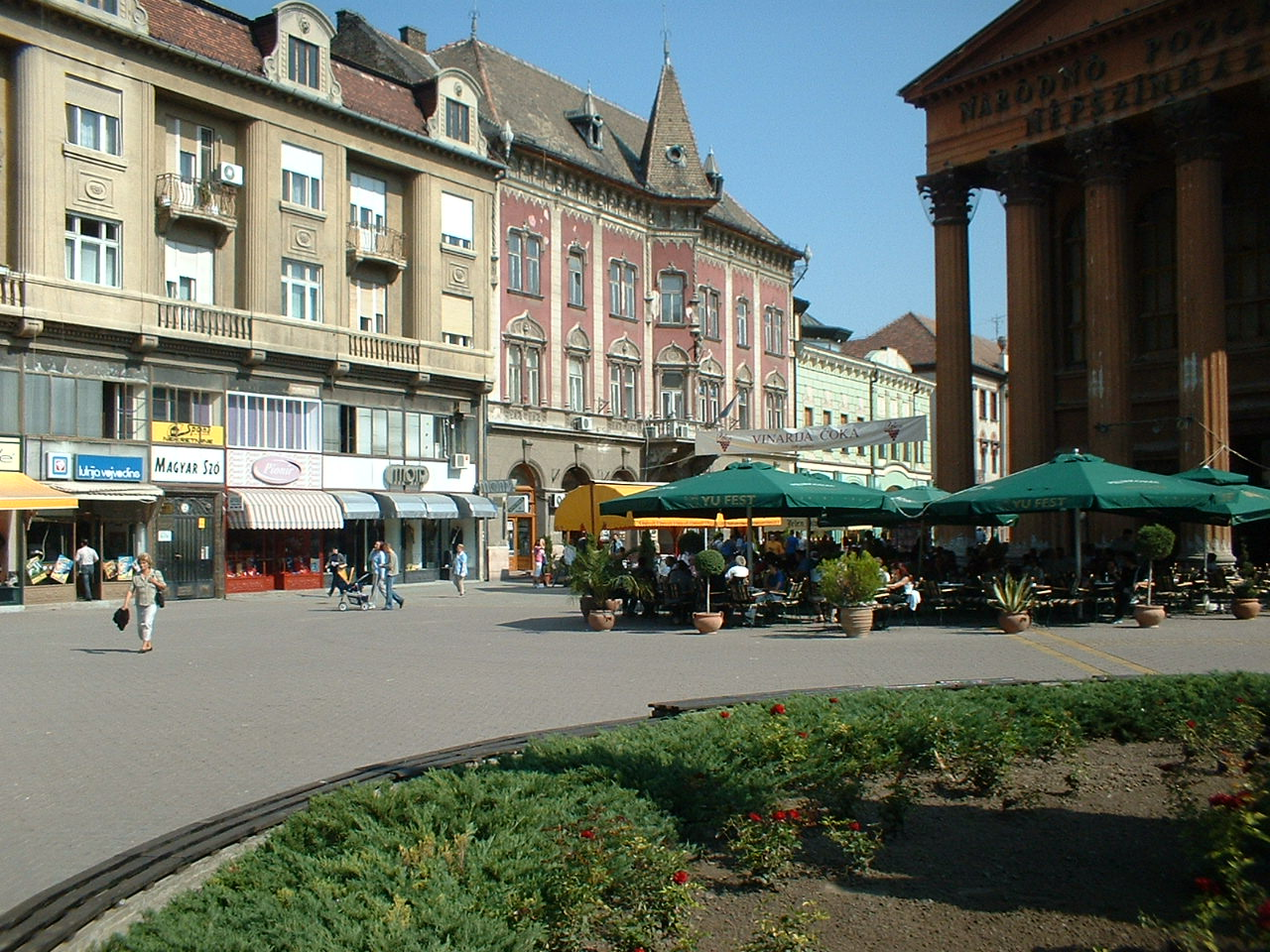
A Szabadság tér és a Korzó, valamint a színház korinthoszi oszlopsora
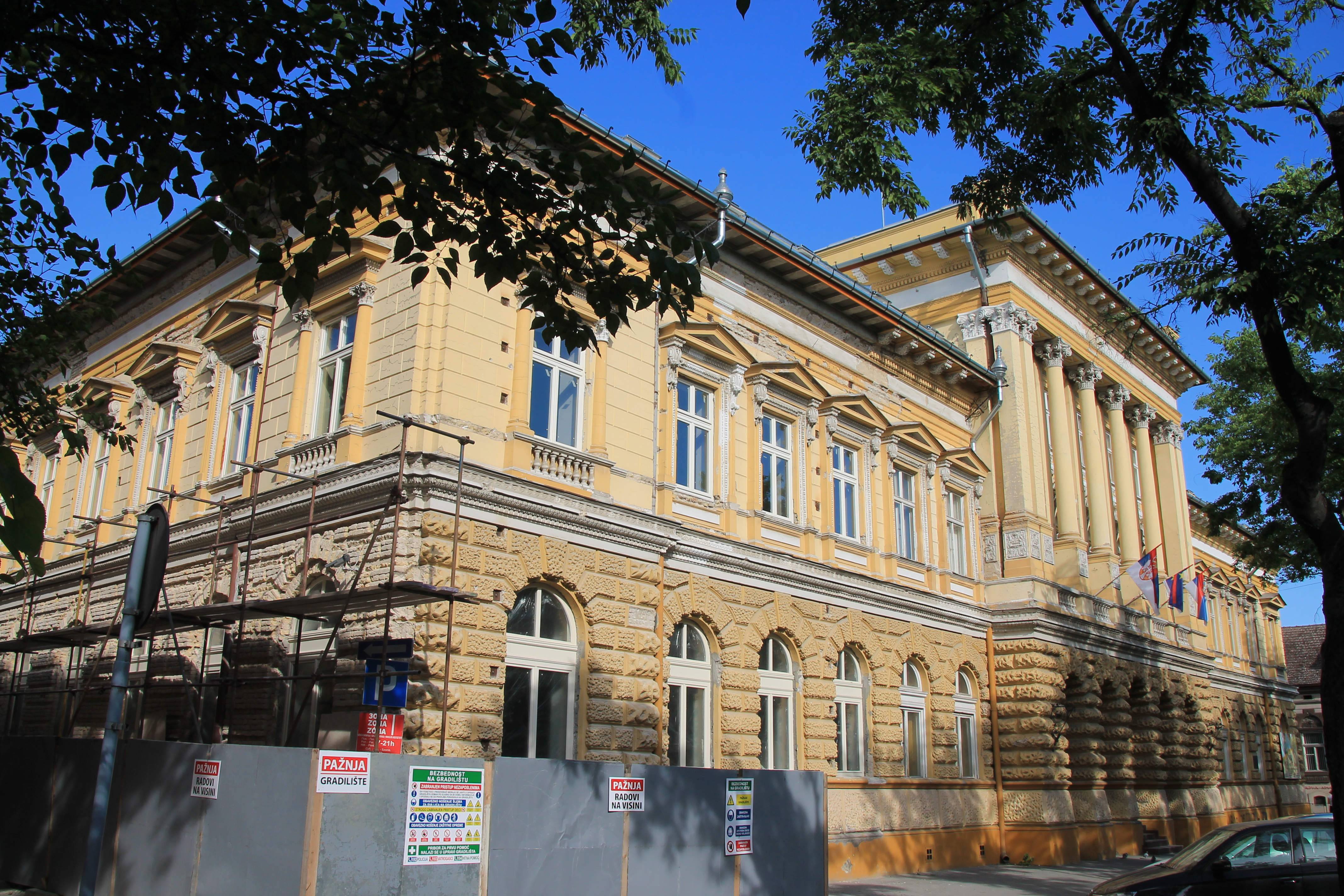
Újvidéki Egyetem Magyar Tannyelvű Tanítóképző Kar

## Magyarellenes incidensek
A 2003-as év végén gyakoriak voltak a magyarok ellen elkövetett támadások, temetők feldúlása, nacionalista indíttatású falfirkák jelentek meg több település középületein. A szerb kormány Vojislav Koštunica vezetésével hosszabb ideig nem vett tudomást ezekről a történésekről. Végül az Európai Parlament tényfeltáró bizottságot hozott létre, amely a helyszínen mérte fel a helyzetet. Az idő igazolta, hogy az incidenseket egyes politikai szubjektumok részben fel is nagyították. Azóta viszonylag nyugodt a helyzet, természetesen ma is történnek kilengések, mint ahogy 10, 20 vagy 50 éve is összecsaptak a különböző nemzetiségűek, de korántsem lehet általános jelenségnek nevezni.
A szabadkai üzletek és intézmények egy részében értenek magyarul, így a magyarországi turisták akár anyanyelvükön is megértethetik magukat. Számos olyan szórakozóhely működik, ahol a szerbek, magyarok, horvátok együtt szórakoznak, és a vegyes házasságok is gyakorinak tekinthetők.

## Gazdaság
A város legjelentősebb munkaadója a helyi önkormányzat és az állam, mert sok üzem bezárt a délszláv háború okozta gazdasági válság alatt. 2007 májusában 18 000 munkanélkülit tartottak számon, ami másként 40%-os munkanélküliségi rátának felelt meg. A város nehézkesen tudott létre hozni ipari parkot, mivel azt a kormányzat előzőleg akadályoztatta.[forrás?] A ma is működő vámszabad zóna Kisbajmok városrész területén működik. Több neves vállalat is képviselteti magát ebben a zónában. Ilyenek a Siemens, Dunkermotor, Norma Group, de érdeklődését fejezte már ki több világhírű vállalat is, mint például a Swarowski.
Az ipari zónának köszönhetően több száz munkahely nyílt, ami nagyban csökkentette a munkanélküliek számát a városban. A munkanélküliek száma 2013-ban 12 000 körül mozgott. Népszerű bevásárlóközpontok is nyíltak a városban, melyek eddig főként a volt Jugoszlávia területén képviseltetették magukat. Ilyenek a Maxi, a Mercator és az Idea.
A kedvező természeti adottságok révén a környék mezőgazdasági és élelmiszeripari termelése jelentős.

## Közlekedés

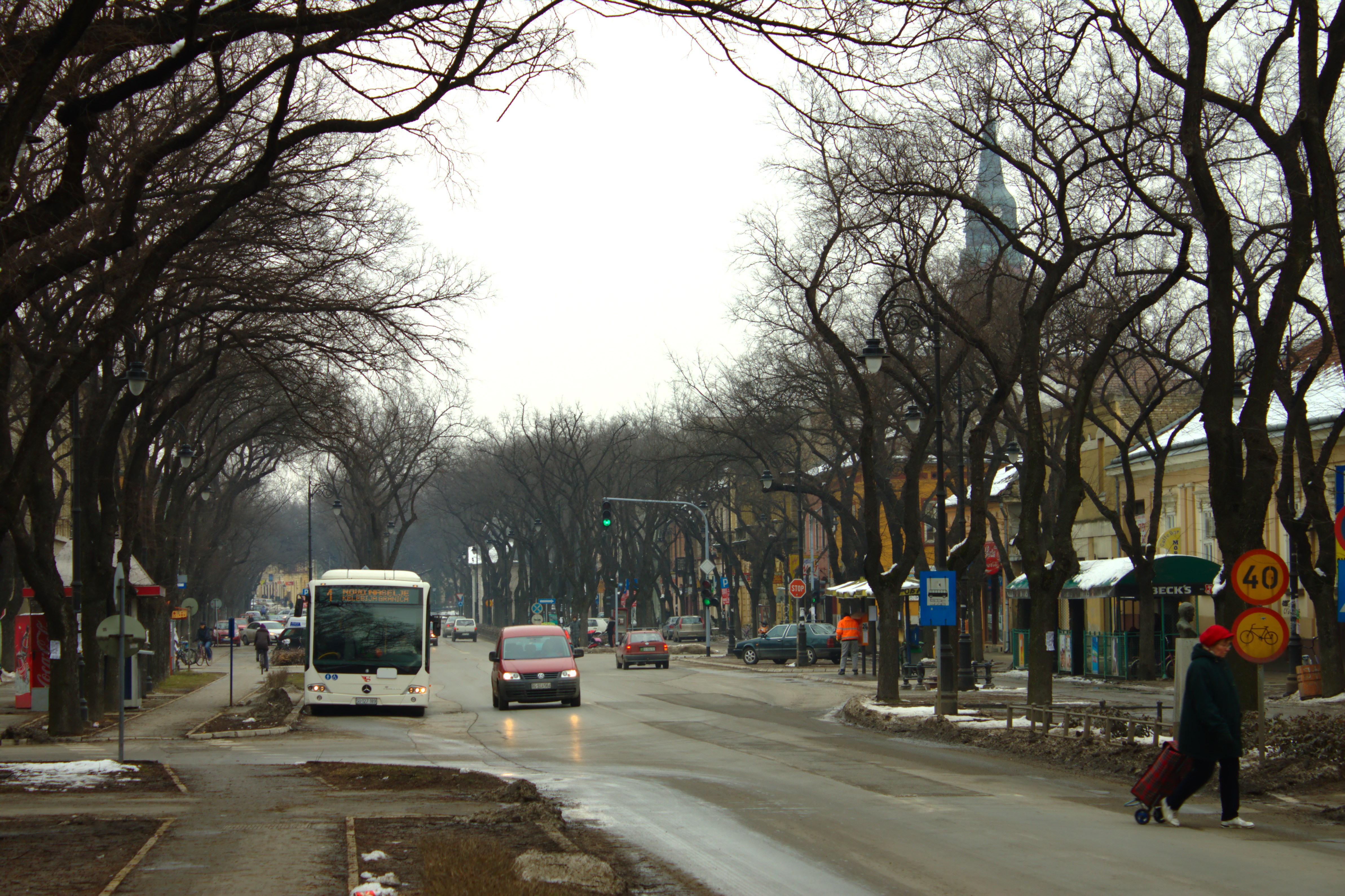
Utcakép

Szabadka közúton és vasúton is könnyen megközelíthető csomópont, Szerbia számára „Európa kapuja”. Repülőtérrel is rendelkezik, melyet elsősorban Szárits János kései utódjai jellemzően sport célokra használnak.

### Tömegközlekedés
1897. szeptember 7-én döcögött végig a város utcáján az első villamos, és egészen 1974. április 2-ig közlekedett. Az első busz 1927-ben szállította az utasokat. Napjainkra a tömegközlekedési közvállalat modern buszokkal rendelkezik. A tömegközlekedés jubileumi, 110. évében, 2007-ben hét új autóbusszal is gyarapodott a Subotica-Trans járműparkja.

### Vasút
Magyarországról a 136-os vagy a 150-es vonalon érhető el. A városból Belgrád felé is megy vonal. Régen vasúti kapcsolata volt a Szabadka–Baja-vasútvonal segítségével Bácsalmás–Baja felé, ma a sínek fel vannak szedve a határon.

## Híres szabadkaiak

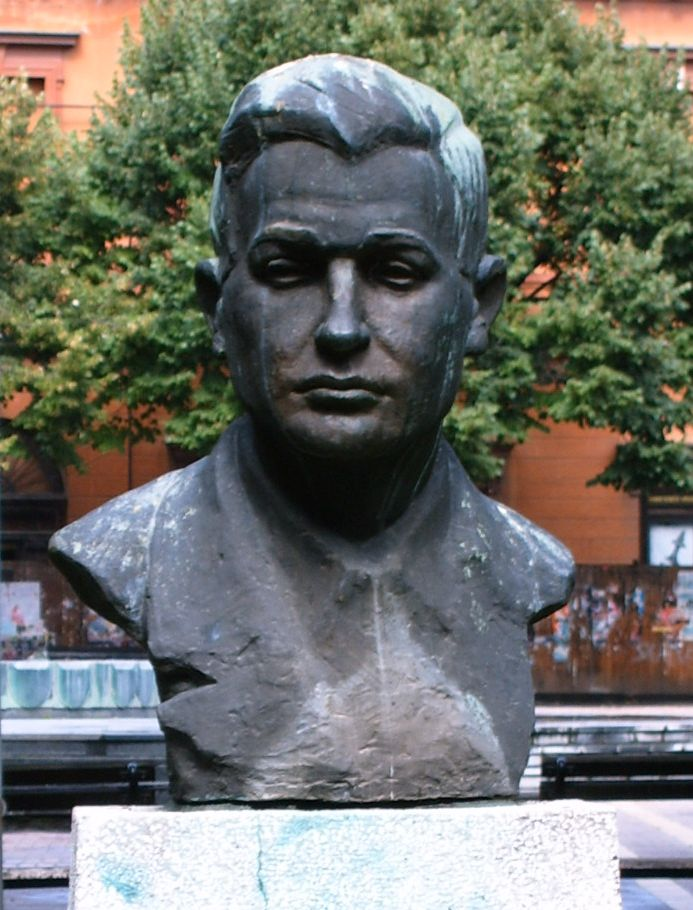
Csáth Géza mellszobra

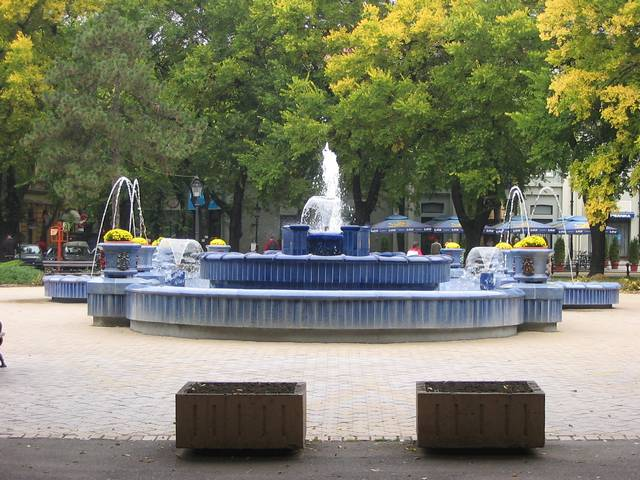
A kék szökőkút

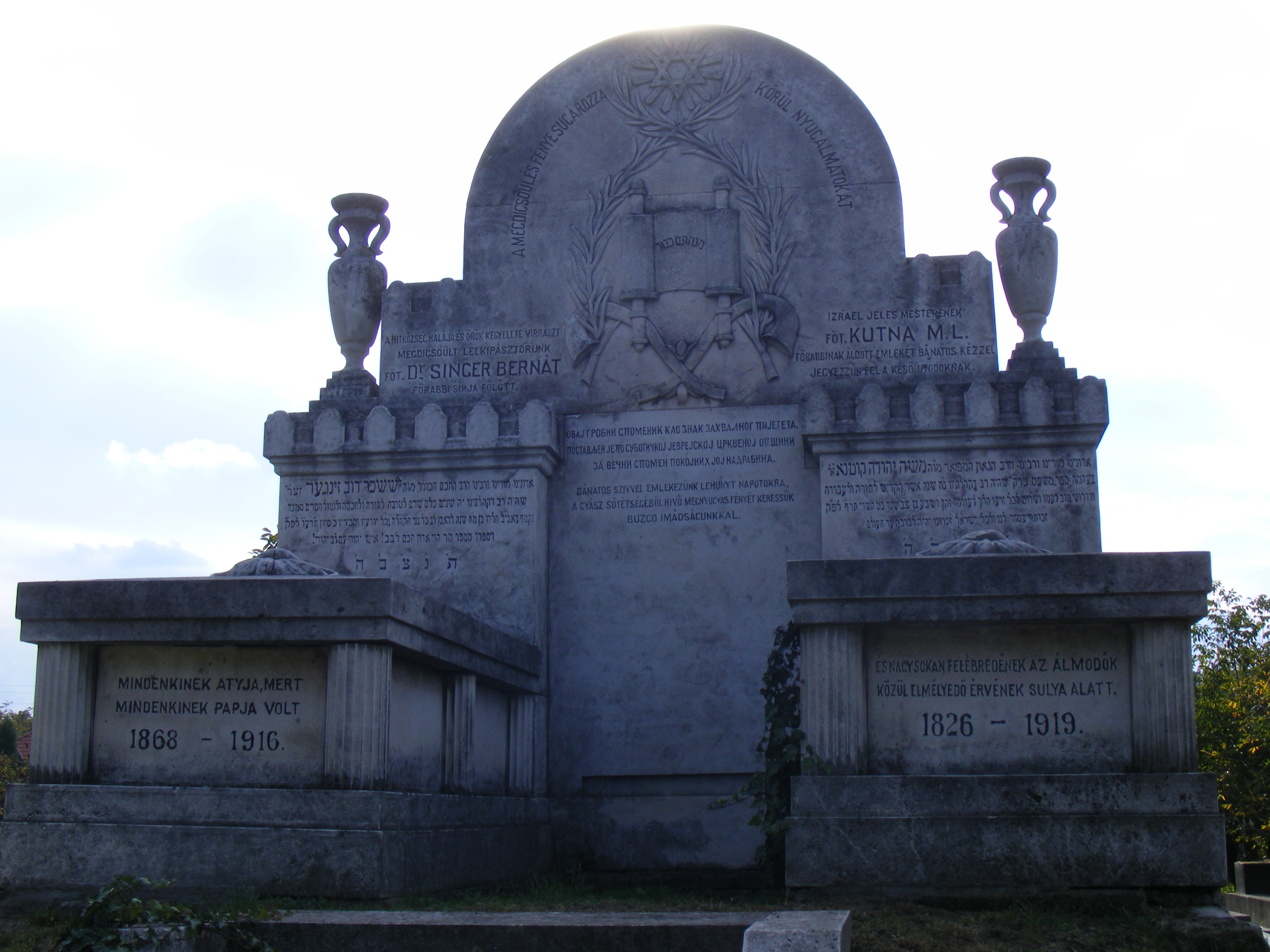
Singer Bernát főrabbi sírboltja a szabadkai zsidó temetőben

- Aczél György (1907–1997) festőművész, képrestaurátor
- Ács Károly (1928–2007) költő, műfordító
- Arnau Károly színész (1843–1910)
- Arnold György (1781–1848) zeneszerző, egyházi karnagy, a nevéhez fűződik az első hangverseny bemutatása a városban
- Ásványi Lajos (1844–1905) a palicsi földművesiskola igazgatója, feltaláló
- Sava Babić (1934–2012) szerb fordító, több kortárs és klasszikus magyar művet fordított szerb nyelvre
- Bajza Viktória (1954–) színésznő
- Bártfay József (1812–1864) ügyvéd, író
- Borbíró Ferenc (1879–1962) főjegyző, Baja polgármestere, főispán
- Braun Henrik (1869–1918) újságíró, szerkesztő
- Csáth Géza (1887–1919) író, zeneesztéta, orvos
- Cseszneky Gyula (1914–1970 után) gróf, költő, macedón nagyvajda
- Duranci Béla író, művészettörténész
- Demján Éva (1912–1987) Jászai Mari-díjas színésznő, előadóművész, versmondó Érdemes Művész
- Dévavári Zoltán (1928–2007) író, irodalomtörténész, újságíró
- Fenyves Ferenc (1885–1935) újságíró, szerkesztő
- Frankl István (1835–1913) iskolaigazgató, tanfelügyelő
- Garay Béla (1897-1987) színész, rendező, szakíró
- Goteszman-Gajdos Tibor (1917–1997) író
- Gvozdanovics Júlia (1827–1880) színésznő
- Gubás Csilla (1970–) fogorvos, újságíró, műsorvezető
- Gyelmis-Lukács János (1899–1979) festőművész
- Herman Károly (1887–1940) író
- Illés Zoltán (1961–) magyarországi parlamenti képviselő
- Iványi István (1845–1917) történész, Szabadka monográfusa
- Kasza József (1945–2016) politikus
- Király Ernő (1919–2007) néprajzkutató, avantgárd zeneszerző
- Kollár Ferenc (1949) újságíró
- Danilo Kiš (1935–1989) a szerb nyelvű irodalom egyik legkiemelkedőbb alakja, több magyar művet fordított szerb nyelvre
- Klajn Péter (1950–1993) pszichológus, főiskolai tanár
- Kolozsi Tibor (1915–1980) újságíró, író, szerkesztő[13]
- Komlós Juci (1919–2011) Jászai Mari-díjas színművésznő, A Nemzet Színésze
- Kosztolányi Dezső (1885–1936) író, újságíró, esztéta
- Kozma Tibor (1909–1981) erdélyi református lelkész, egyházi író
- Kucsera Noémi (2000-) gitárművész
- Kuzsinszky Bálint (1864–1938) régész, ókortörténész, az MTA tagja
- Latabár Kálmán Árpád (1855–1924) színész, rendező
- Láng Edit (1938-) nemzetközi sakk mester, 1958-ban  és 1963 magyar bajnok [forrás?]
- Lányi Ernő (1861–1923) karnagy, zeneszerző
- Lányi Sarolta (1891–1975) költő, műfordító
- Lékó Péter (1979–) minden idők egyik legnagyobb magyar sakkozója
- Lengyel Pál (1868–1932) nyomdász, újságíró, az eszperantó nyelvű lapkiadás úttörője
- Lévay Szilveszter (1945–) zeneszerző
- Lévay Endre (Szabadka, 1911. november 22. – Szabadka, 1985. október 29.) író, szerkesztő
- Lifka Sándor (1880–1952) kinematográfus
- Loósz István (1868–1920) filológus, tanár
- Megyeri Lajos (1935–) zeneszerző, zenepedagógus, karmester
- Mérő Rezső (1887–1954) közgazdasági szakíró
- Mester Gyula (1972–) röplabdázó, olimpiai bajnok
- Milkó Izidor (1855–1932) ügyvéd, író
- Munk Artúr (1886–1955) író, orvos
- Novák István (1920–2001) Jászai Mari-díjas magyar színész, érdemes és kiváló művész, a debreceni Csokonai Színház örökös tagja
- Ortutay Gyula (1910–1978) néprajzkutató, politikus, az MTA tagja
- Pataki László (1916–1999) színész, rendező, a szabadkai Népszínház tagja
- Póka Éva (1956–) magyar színésznő
- Radulovics Bojana (1973–) válogatott kézilabdázó
- Raichle J. Ferenc (1869–1960) építész, műgyűjtő, üzletember
- Rózsa Zsombor (1982–) játékalkotó, fesztiválszervező, sakkmódszertan-oktató, építész[14]
- Rudics József (1792–1879) politikus, főispán
- Singer Bernát (1868–1916) főrabbi
- Spelletich Bódog (1815–1890) 1848-as országgyűlési képviselő, délvidéki kormánybiztos, nemzetőr őrnagy
- Spelletich István (1844–1868) amerikai szabadságharcos katona
- Steinfeld Sándor (1905–1972) író, szerkesztő
- Suták József (1865–1954) piarista szerzetes, matematikus, egyetemi tanár
- Szárits János (1876–1966) sportoló, repülőgép-építő, a „magyar ősrepülő”
- Szekeres László (1931–1997) régész, politikus
- Székely Tibor (1912–1988) utazó, felfedező, eszperantista, író
- Tomislav Sivić (1966–) futballedző
- Toncs Gusztáv (1859–1938)
- Törley József (1858–1907) pezsgőgyáros
- Vinkler László (1912–1980) festő, grafikus
- Vojnich Oszkár (1864–1914) földrajzi író, utazó
- Franjo Vujkov (1942–2006) horvát politikus
- Vukovics Géza (1928–2007) publicista, esszéíró, műfordító

## Testvérvárosok

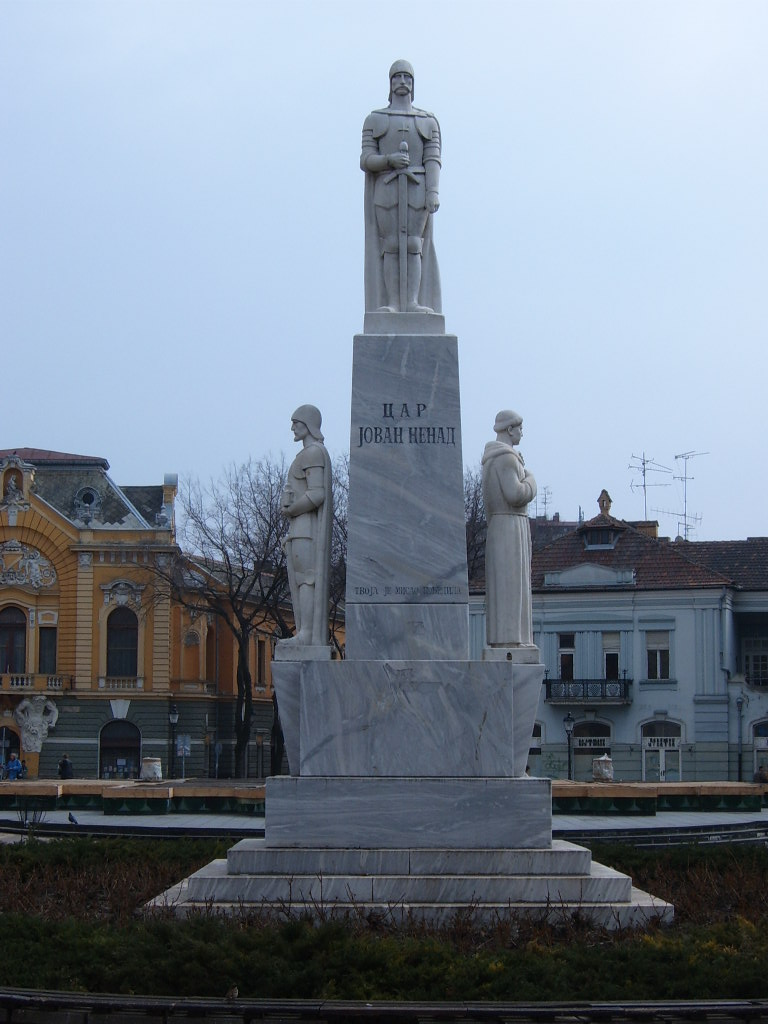
Cserni Jován szobra

- Akron, Amerikai Egyesült Államok [forrás?]
- Baja, Magyarország
- Budapest, Magyarország
- Dunaszerdahely, Szlovákia
- Elche, Spanyolország
- Eszék, Horvátország
- Kiskunhalas, Magyarország
- München, Németország
- Namur, Belgium
- Olomouc, Csehország
- Szeged, Magyarország
- Székelyudvarhely, Románia
- Tilburg, Hollandia
- Wolverhampton, Egyesült Királyság
- Munkács, Ukrajna
- Kecskemét, Magyarország
- Érd, Magyarország

## Ünnepek
- Szeptember 1.: A város napja – 1779. szeptember 1-jére emlékezve, amikor Szabadka elnyerte a szabad királyi város rangot.[15]